# Egri József
Egri József (Budapest, 1967. május 25. –) operetténekes, előadóművész, musicalszínész, dalénekes.

## Élete és munkássága
Budapesten érettségizett, ahol már középiskolai tanulmányai alatt tudatosan készült a színházi pályára, ezért képezte énekhangját, rendszeresen táncórákra járt.
21 éves korában, 1988-ban jelentkezett a Magyar Televízió Ki mit tud? című tehetségkutató versenyére, ahol a képernyős elődöntőig jutott. Ekkor elhatározta, hogy tudását tovább fejleszti és felkészül az Országos Rendező Iroda hivatásos előadóművészi vizsgájára. 1990-ben megszerezte a „Hivatásos előadóművészi működési engedély”-t mint operett-musical énekes, előadóművész.
Még ugyanebben az évben meghallgatást kért Gálfi János igazgatótól, aki ebben az időben a külföldi turistáknak bemutatott énekes-táncos vacsora-esték műsorát irányította, Gulyás Party címmel. Gálfi János örömmel szerződtette a jól éneklő és táncoló fiatal művészt, aki két évet töltött a főleg operett részletekből és folklórból álló műsorban.
A Gulyás Party sikert jelentett szakmai életében, de érezte,  hogy nem pódium közegben szeretné tehetségét kamatoztatni, így  folyamatosan tovább képezte magát: beszédtechnikát kezdett tanulni Montágh Nellytől, színpadi táncot Bakó Gábortól és Szabó Ferenctől, hangképzést Vályi Éva, Kovács Magda, Kovács Brigitta és Gyapjas Tibor tanároknál.

### Az Interoperett művésze
1995-ben kezdődött az interoperettes korszaka, amikor is először szerepelt a Kovács József által alapított Interoperett újévi Gála koncertjén a Pesti Vigadó színpadán, mely műsort egyenes adásban közvetítette a Magyar Televízió.
1999–2010 között állandó tagja lett az Interoperett, később a Memory Interoperett társulatának. Az Interoperett műsorai hangverseny-szerű előadások voltak nagyzenekari kísérettel, jelmezes megjelenéssel, melyeket elsősorban televíziós közvetítésre készítettek színházi körülmények között. Ezeknek a közvetítéseknek köszönhetően ismerte és szerette meg a közönség, így vált ismert, népszerű művésszé.
A színházi szerepein túl több magyar nóta felvételt készítettek vele. A Duna Televízió Jó ebédhez szól a nóta és a Dankó Rádió műsorainak rendszeres vendége.

## Színházi szerepei
2000–2002 között az egri Gárdonyi Géza Színházban játszott:
- Kocsák Tibor-Miklós Tibor: Anna Karenina – Levin (rendező: Szerednyey Béla)
- Ábrahám Pál: Viktória – Miki gróf (rendező: Moravetz Levente)

2002: kaposvári Csiky Gergely Színház
- Frederick Loewe: My Fair Lady – Freddy (rendező: Babarczy László)

2010: Kassai Thália Színház
- Kálmán Imre: Marica grófnő – Báró Zsupán Kálmán (rendező: Moravetz Levente)

2000–2010 között állandó fellépője volt a Hévízi Operett Gáláknak is.
Operett-énekesként számos külföldi turnén vett részt Ausztria, Németország, Izrael, Görögország, Olaszország, az USA és Kanada közönsége előtt.